# Raival
Raival település Franciaországban, Meuse megyében. Lakosainak száma 241 fő (2022. január 1.). Raival Belrain, Les Hauts-de-Chée, Érize-la-Brûlée, Érize-la-Petite, Longchamps-sur-Aire, Nicey-sur-Aire, Pierrefitte-sur-Aire, Rembercourt-Sommaisne és Seigneulles községekkel határos.

## Népesség
A település népessége az elmúlt években az alábbi módon változott:
| Lakosok száma | 141  | 243  | 223  | 244  | 283  | 265  | 254  | 248  | 245  | 241  |
|               | 1968 | 1982 | 1990 | 2006 | 2013 | 2015 | 2017 | 2019 | 2020 | 2022 |